# VR-Bank Feuchtwangen-Dinkelsbühl
Die VR-Bank Feuchtwangen-Dinkelsbühl eG war eine hauptsächlich in der Region Mittelfranken vertretene Genossenschaftsbank  mit Sitz in Dinkelsbühl. Sie ging 2023 in der VR Bank im südlichen Franken auf.

## Geschäftsstellen
Das Geschäftsgebiet erstreckte sich von Wassertrüdingen nach Kressberg und von Bechhofen/Feuchtwangen nach Stödtlen.

## Mitgliedschaft
Die VR-Bank Feuchtwangen-Dinkelsbühl eG hatte 25.155 Mitglieder. Laut Satzung stellte der Zweck der Genossenschaft die wirtschaftliche Förderung und Betreuung der Mitglieder dar. Die Vertreterversammlung fand jährlich statt.

## Finanzverbund
Die VR-Bank Feuchtwangen-Dinkelsbühl eG gehörte dem genossenschaftlichen FinanzVerbund an. Die Bank war der amtlich anerkannten BVR Institutssicherung GmbH und der zusätzlichen freiwilligen Sicherungseinrichtung des Bundesverbandes der Deutschen Volksbanken und Raiffeisenbanken e. V. angeschlossen.

## Geschichte
Zum ersten größeren Zusammenschluss vieler kleiner Genossenschaftsbanken kam es im Jahr 1965. Hier fusionierten die Raiffeisenbanken Röckingen und Fürnheim zur Raiffeisenbank Wassertrüdingen.
Die Raiffeisenkassen Altentrüdingen, Beyerberg, Großlellenfeld, Lentersheim und Obermögersheim hatten sich bereits vor der Gründung der Raiffeisenbank Wassertrüdingen mit ihren Nachbargenossenschaften im Hesselbergbereich zusammengeschlossen.
Im Jahr 1967 schlossen sich die Raiffeisenbanken Segringen, Wilburgstetten, Lehengütingen, Mönchsroth und Schopfloch zur Raiffeisenbank Dinkelsbühl zusammen.
Die ehemals selbständigen Raiffeisenkassen Dürrwangen, Illenschwang, Sinbronn und Weidelbach haben sich nach 1967 mit der Raiffeisenbank Dinkelsbühl zusammengeschlossen.
1979 gründete sich die Raiffeisenbank Hesselberg aus den Raiffeisenbanken Wassertrüdingen, Unterschwaningen, Ehingen und Geilsheim.
1983 fusionierte die Raiffeisenkasse Dornstadt, die sich im schwäbischen Bereich befindet, mit der Raiffeisenbank Hesselberg.
Der Zusammenschluss der beiden großen Raiffeisenbanken Dinkelsbühl und Hesselberg erfolgte 1988 zur Raiffeisenbank Dinkelsbühl-Hesselberg eG.
Die ehemalige Volksbank Dinkelsbühl eG fusionierte im Jahr 1997 mit der Raiffeisenbank Wört-Stödtlen und im Jahr 2003 mit der Raiffeisenbank Kreßberg, die sich beide in Baden-Württemberg befanden.
Im Jahr 2006 kam es zum Zusammenschluss der Volksbank Dinkelsbühl und Raiffeisenbank Dinkelsbühl-Hesselberg zur VR Bank Dinkelsbühl eG. Eine weitere Fusion fand im Jahre 2017 mit der VR-Bank Feuchtwangen-Limes eG statt. Seitdem hieß die Bank VR-Bank Feuchtwangen-Dinkelsbühl eG. 
2023 fusionierte die Bank mit der Raiffeisenbank Weißenburg-Gunzenhausen eG und der Raiffeisenbank Heilsbronn-Windsbach zur VR Bank im südlichen Franken eG.

## Gesellschaftliches Engagement
Bei dem Wettbewerb "Sterne des Sports" zeichnen der Deutsche Olympische Sportbund (DOSB) und die Volksbanken und Raiffeisenbanken gesellschaftlich engagierte Vereine aus. Ein Verein kann auf kommunaler, Landes- und sogar auf Bundesebene gewinnen. Belohnt wird nicht die Höchstleistung, sondern der gesellschaftliche Einsatz innerhalb des Breitensports.
Der Wettbewerb würdigt Projekte in den Bereichen Bildung und Qualifikation, Ehrenamtsförderung, Familien, Gesundheit und Prävention, Gleichstellung von Männern und Frauen, Integration und Inklusion, Kinder und Jugendliche, Klima-, Natur- und Umweltschutz, Leistungsmotivation, Senioren und Vereinsmanagement. Die VR Bank Dinkelsbühl nahm 2015 zum vierten Mal teil.